# Casal Llar d'Avis (Balsareny)
El Casal de la Llar d'Avis és un edifici del municipi de Balsareny (Bages) inclòs en l'Inventari del Patrimoni Arquitectònic de Catalunya.
El casal de la Llar d'Avis és un mas rectangular amb coberta a dos vents i amb el carener paral·lel a la façana. La distribució de la façana és simple i simètrica: una porta d'entrada i tres finestrals per banda, aquedant delimitats dos espais independents. Cadascun d'aquest espais és coronat per un gros pinyó amb gran obertura. L'ampit dels finestrals és de rajola vitrificada.
L'edifici fou concebut com a escola pública per a nens i nenes, d'aquí ve que s'individualitzessin dos espais diferents. L'escola fou inaugurada l'any 1927, i es va mantenir aquesta funció fins a l'any 1974.
En l'actualitat, i després d'unes obres de rehabilitació, s'ha reconvertit en casal d'avis.